# Baunatal
Baunatal je město v německém zemském okresu Kassel ve spolkové zemi Hesensko. Vzniklo teprve v roce 1966 a žije zde přibližně 28 tisíc obyvatel.
V roce 1999 město hostilo populární hesenský festival Hessentag (v překladu Hesenský den).

## Geografie

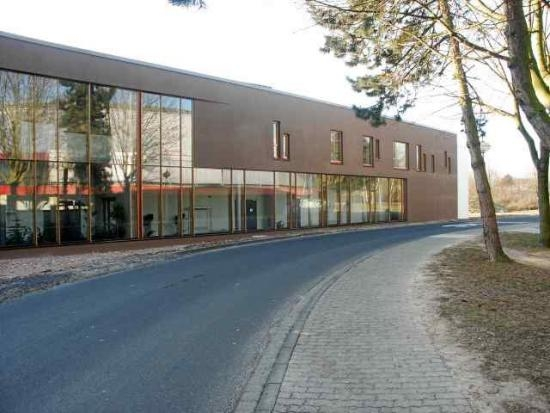
Místní umělecká škola

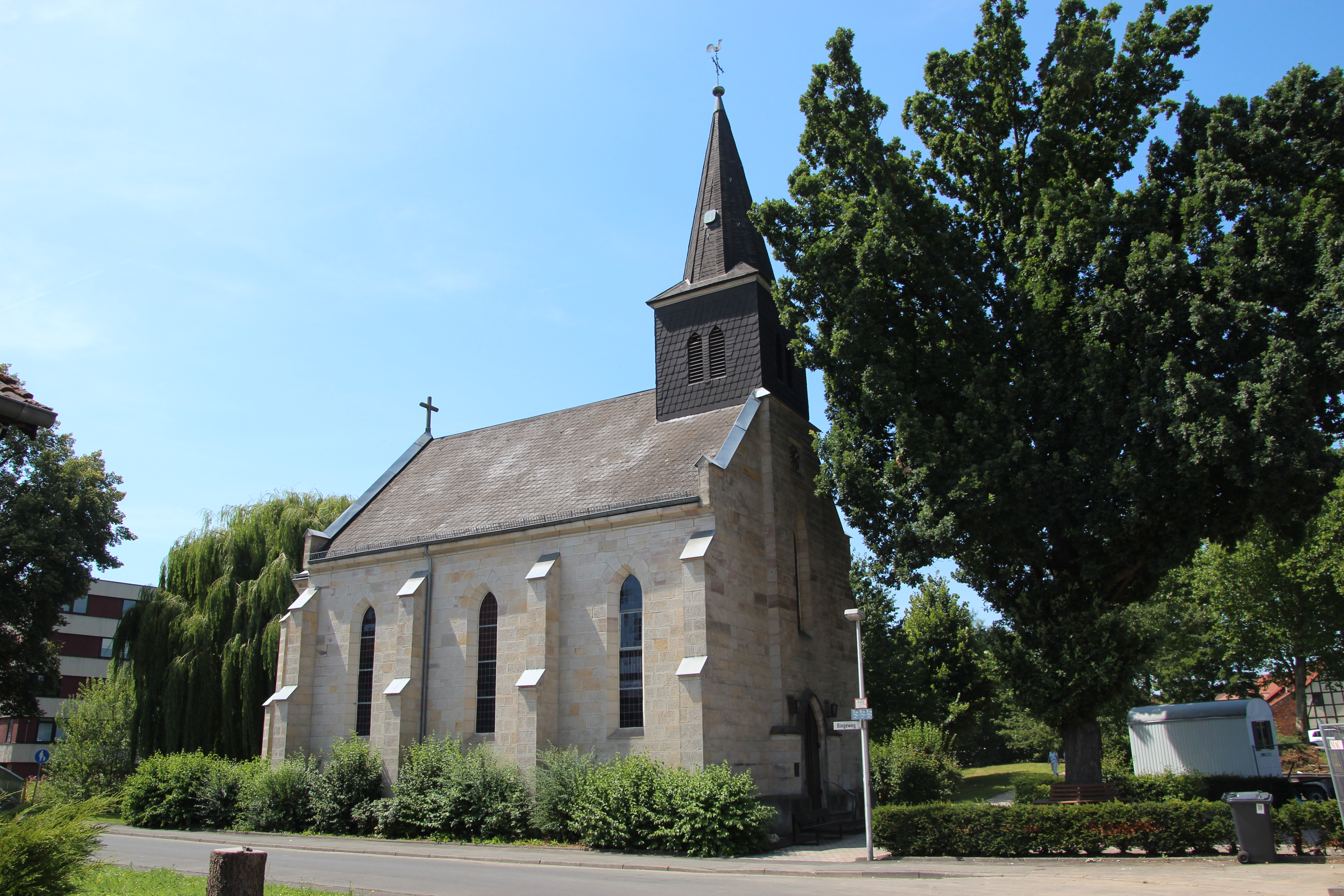
Evangelický kostel

Baunatal se nachází na jihu zemského okresu Kassel v údolí řeky Fuldy. Na západě a severovýchodě sousedí s malým horským pásmem Habichtswaldem a na jihu s 413 m vysokým vrchem Baunsberg. Samotné město dostalo jméno podle řeky Bauna, která protéká přes město a pokračuje od severozápadu na jihovýchod, kde se v obci Guntershausen vlévá do Fuldy. Guntershausen je malá obec, která spadá právě pod Baunatal.
Baunatal na severu hraničí s obcí Schauenburg, na východě s Fuldabrückem, na jihovýchodě s Guxhagenem, na jihu s obcí Edermünde a na západě s městem Niedenstein.

## Historie
Firma Volkswagen Kassel byla postavena v roce 1957 v bývalých prostorách společnosti Henschel v Altenbauně. Výroba byla zahájena v roce 1959 a již rok po tom počet zaměstnanců přesáhl 6 000. Kvůli tak velkému náporu nároky na oblast a bydlení rostly. V důsledku toho byly vesnice Altenbauna, Altenritte a Kirchbauna spojeny pod názvem Baunatal, čímž vznikla větší obec. Stalo se tak 1. ledna 1964.
1. července 1966 byl k Baunatalu připojen Großenritte, tím pádem Baunatal získal od spolkové země Hesensko privilegia města. Prvním starostou nově založeného města se stal Horst Werner a Baunatal měl v té době 11 705 obyvatel, přičemž počet zaměstnanců továrny Volkswagen činil asi 13 400 lidí. O dva roky později, konkrétně 27. listopadu 1968, získalo město i vlastní znak.

## Kultura
Nejzajímavějším místem města je Stadtmuseum; vlastivědné muzeum v obci Altenritte (součást Baunatalu od roku 1964). V muzeu se většina výstav týká 20. století a témata se týkají prvních železničních staveb, historií Heschelské zbrojovky, každodenního života během nacismu a historie továrny Volkswagen. Další trvalým tématem je i rozvoj Baunatalu od roku 1966.
Heimatmusesum je další vlastivědné muzeum v obci Altenritte. Muzeum přináší pohled na životní a pracovní život lidí v Baunatalu koncem 19. století a začátkem 20. Je zde k vidění historická kovárna nebo truhlářství.
Hünstein je kulturní památkou v Großenritte (součást Baunatalu od roku 1966). Jedná se o menhir z křemence, který během 3. a 4. století př. n. l. sloužil k rituálům.

## Doprava
Baunatal s městem Kassel spojen autobusy. Město má také svoji vlastní autobusovou síť s názvem StadtBus Baunatal. Krom toho, čtvrti Rengershausen a Gunterhausen jsou součástí sítě železnic. Samotné Baunatal je napojen na dálnice A7, A44 a A9.
Baunatal je napojen na dálnici A 7 , A 44 a A 49 .

## Partnerská města
Baunatal podepsal smlouvy o spolupráci s těmito městy:
- San Sebastián de los Reyes, Španělsko
- Sangerhausen, Německo
- Vire, Francie
- Vrchlabí, Česko